# Partido de Brandsen
Brandsen es uno de los 135 partidos de la provincia argentina de Buenos Aires. Su cabecera es la ciudad homónima.

## Situación
El partido de Brandsen se encuentra al noreste de la Provincia de Buenos Aires. Limita con los partidos de La Plata, San Vicente, General Paz, Chascomús y Magdalena. Surcan su territorio las rutas nacional 2, provinciales 29, 53, 54, 210 y 215 y el Ferrocarril Roca que une Buenos Aires con Mar del Plata.

## Síntesis histórica
En 1872, los vecinos que antes de 1866 pertenecían al territorio de Ranchos y Ensenada suscriben una solicitud para crear un nuevo partido con tierras de los de Ranchos y Ensenada, la que envían al gobernador. El 21 de octubre de 1875 se aprueba el proyecto, creando un nuevo partido sobre la base de esa solicitud. El 25 de noviembre se le asignaría por decreto el nombre "Brandsen", una denominación que se había utilizado para un pueblo de Tres Arroyos y que había quedado vacante. El nombre refiere al coronel post mortem Federico de Brandsen. También se nombra a la primera comisión municipal, que entra en funciones el 21 de diciembre del mismo año, integrado por los vecinos Luis Aurelio Saénz Peña, hijo del futuro presidente del mismo nombre, Pedro de La Lastra, Alejandro Miroli y Pedro Hita, y se designa a Pedro Ferrari como primer presidente de dicha comisión y como juez de paz interino.

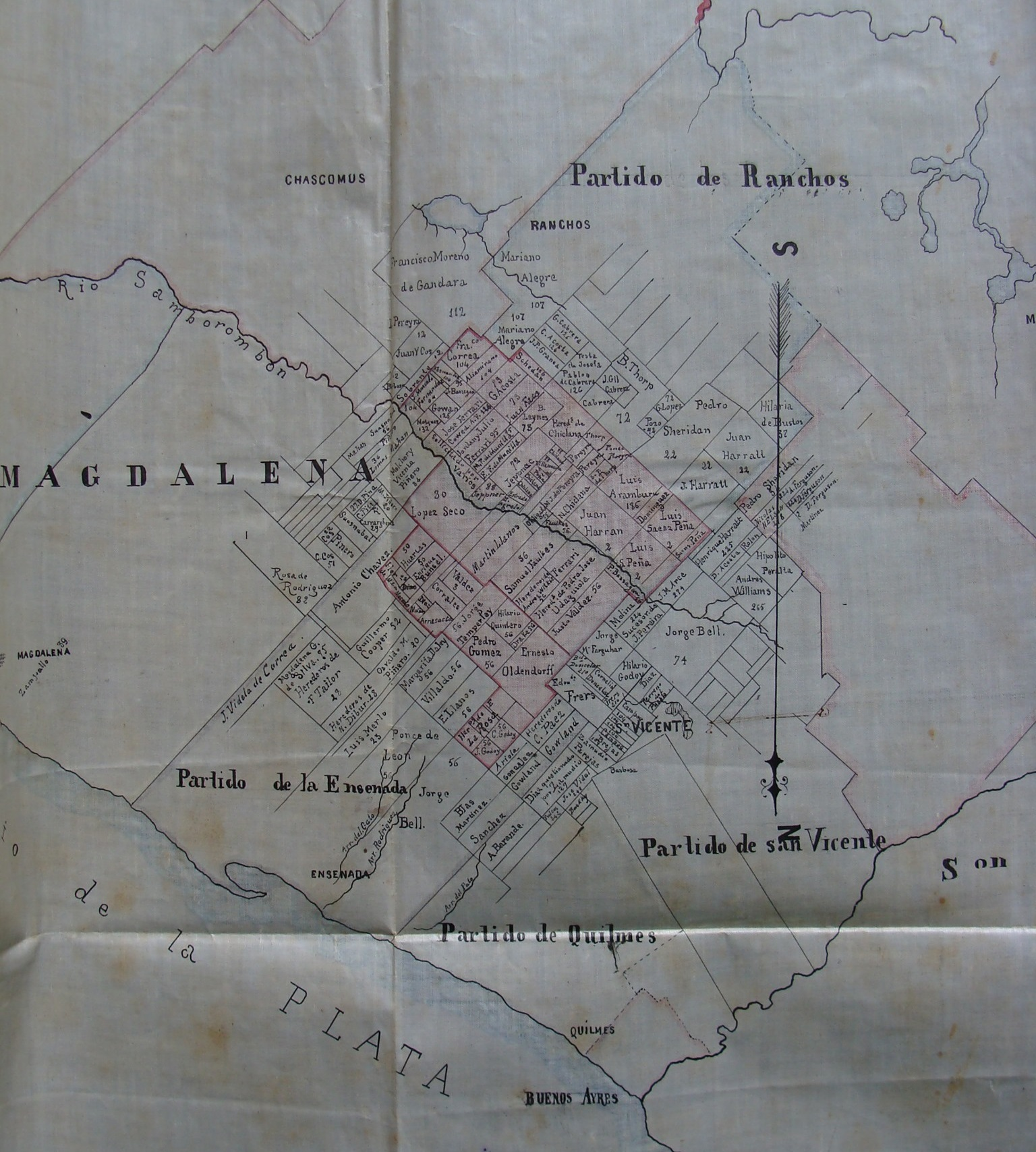
Plano definitivo del proyecto aprobado el 21 de octubre de 1875 para la creación del partido de Brandsen.

## Toponimia y símbolos
El partido lleva por nombre el apellido del Coronel Carlos Luis Federico de Brandsen, militar francés del ejército napoleónico incorporado al Ejército de los Andes. Falleció heroicamente en la Batalla de Ituzaingó el 20 de febrero de 1827, durante la Guerra del Brasil. El nombre del partido, "Brandzen", fue impuesto por decreto el 25 de noviembre de 1875.

### ¿Brandsen o Coronel Brandsen?
No existe en el nombre del partido o la ciudad cabecera el nombre de Brandsen con su rango militar, salvo en la estación del ferrocarril que al momento de fundarse el pueblo en 1876 llevaba la denominación de Ferrari, en honor al donante de los terrenos para su instalación. En 1917 la Dirección Nacional de Ferrocarriles propuso y el P.E decretó el cambio por el nombre del partido y pueblo con el objeto unificar los nombres de las dos estaciones ferroviarias que funcionaban en un mismo predio. La nueva denominación para la estación Ferrari, pero en el decreto se cometió el error de agregar el cargo militar por lo cual la estación que debiera denominarse "Brandzen", según lo resuelto por el gobierno pasó a llamarse "Coronel Brandzen". Luego se cambiaría la Z por la S.

### Elección de la bandera
En 2013 se publicó que todos los habitantes interesados crearan un diseño para la bandera, que sería elegido por un jurado. Los ganadores para la confección de la Bandera Municipal de Brandsen dispusieron los siguientes elementos: en el cuartel superior del asta, una rueda de engranajes a modo de sol, el mismo hace referencia al desarrollo industrial incipiente, que posee la mayor ocupación en mano de obra. Este se eleva sobre cinco panelas que representan las cinco localidades que componen Brandsen (Gómez, Samborombon, Jeppener, Altamirano y Oliden), donde hace referencia a la actividad rural predominante, ya que el mayor porcentaje del territorio está dedicado a la producción ganadera, principal actividad del pueblo por la cual se destaca. En la parte quinta en baja del paño, se encuentra el plano verde que hace referencia a la topografía llana de la región. Una lectura general de la bandera con sus componentes, sugiere el sol sobre las localidades del partido, todas ellas rodeando al mismo simbolizando la mano de obra que otorgan las cinco regiones al desarrollo industrial, el mismo sol que otorga vitalidad a toda la zona rural.
La definición de la bandera también otorga significado a los colores: el paño representa un fondo pleno blanco, representando la pureza y paz que se destacan en este pueblo rural. Engranaje encuartelado al asta de color amarillo, representando la fuerza y vitalidad en la producción de la región. En quinta horizontal en bajo verde, que representa el color que caracteriza a Brandsen desde su origen por sus campos y minifundios dedicados a la ganadería.

## Organización territorial

### Localidades
- Brandsen 19877 hab.
- Jeppener 2496 hab.
- Gómez (mal llamada Estación Gómez o Gómez de la Vega) 362 hab.
- Altamirano 215 hab.
- Samborombón o La Posada 198 hab.
- Oliden 183 hab.

### Barrios privados
- Altos de Brandsen
- Área 60
- Estancia Las Malvinas
- Campos de Roca
- Campos de Roca II
- Chacras de Hudson
- El Mirador
- Haras del Sur II
- Haras del Sur III
- La Faustina
- La Alborada
- Miralagos
- Posada de los Lagos
- El Retiro

### Barrios ubicados en zonas rurales
- Los Bosquecitos
- Las Acacias 229 hab.
- Las Golondrinas
- Parque Mendizábal
- La Plantación
- Teniente Origone
- Fincas de Otto

### Parajes
- Gobernador Obligado
- La Pepita
- El Chajá
- Samborombón (vieja estación del Ferrocarril Provincial de Buenos Aires. No confundir con la localidad)
- Doyhenard

### Cuarteles
El partido se encuentra dividido en nueve cuarteles.
El cuartel 1° corresponde a la ciudad cabecera distrital, Brandsen, y sus alrededores rurales inmediatos.
- El Club de Chacras Estancia Las Malvinas
- El barrio Independencia-La Parada
- Paraje de Gobernador Obligado (Estación Gobernador Obligado)

En el cuartel 2° se encuentran
- El barrio Parque Mendizábal
- El barrio Parque Las Acacias
- El paraje Teniente Origone

El cuartel 3° es la localidad de Samborombón
- Paraje de Samborombón (vieja estación del Ferrocarril Provincial)

En el cuartel 4° se encuentran
- El paraje La Pepita

El cuartel 5° es la localidad de Jeppener
- La localidad de Jeppener

El cuartel 6° es el barrio La Dolly y la localidad de Gómez
- El barrio La Dolly (ex barrio Parque Polo Club)
- El pueblo de Gómez
- El barrio Pueblo Gómez
- El barrio cerrado Altos de Brandsen
- El barrio La Plantación
- El barrio Los Bosquecitos
- El barrio cerrado Posta Sur
- El paraje Gómez de la Vega (Estación Gómez de la Vega)
- El barrio Las Golondrinas

El cuartel 7° es la localidad de Altamirano, se encuentra
- El pueblo de Altamirano

En el cuartel 8° se encuentran
- Los barrios cerrados Campos de Roca I y Campos de Roca II
- El paraje El Chajá
- El barrio Cerrado Haras del Sur II
- El barrio cerrado La Faustina
- El barrio cerrado El Mirador
- El barrio cerrado La Alborada
- El barrio cerrado Área 60

El cuartel 9° es la localidad de Oliden, se encuentran
- El barrio cerrado Posada de los Lagos
- El pueblo Samborombón también conocida como "La Posada"
- El pueblo de Oliden

## Política municipal

### Intendentes de Brandsen desde 1983
| Intendente                    | Mandato                                           | Partido | Partido | Alianza | Alianza | Elecciones |
| ----------------------------- | ------------------------------------------------- | ------- | ------- | ------- | ------- | ---------- |
| Ignacio Luis Muniategui       | 10 de diciembre de 1983 - 10 de diciembre de 1987 |         | UCR     |         | —       | 1983       |
| Carlos José Chacho Castro     | 10 de diciembre de 1987 - 10 de diciembre de 1989 |         | PJ      |         | FREJURE | 1987       |
| José María Tochi García López | 10 de diciembre de 1989 - 10 de diciembre de 1991 |         | PJ      |         | FREJURE | 1987       |
| José María Tochi García López | 10 de diciembre de 1991 - 10 de diciembre de 1995 |         | PJ      | FREJUFE | 1991    |            |
| Carlos Alberto Cacho García   | 10 de diciembre de 1995 - 10 de diciembre de 1999 |         | UCR     |         | —       | 1995       |
| Carlos Alberto Cacho García   | 10 de diciembre de 1999 - 10 de diciembre de 2003 |         | UCR     | Alianza | 1999    |            |
| Carlos Alberto Cacho García   | 10 de diciembre de 2003 - 10 de diciembre de 2007 |         | UCR     | —       | 2003    |            |
| Carlos Alberto Cacho García   | 10 de diciembre de 2007 - 10 de diciembre de 2009 | 2007    | UCR     | —       |         |            |
| Rubén Nelson Piazza           | 10 de diciembre de 2009 - 17 de mayo de 2010      | 2007    |         | —       | UCR     |            |
| Mirta Noemí Sargiotti         | 17 de mayo de 2010 - 10 de diciembre de 2011      | 2007    |         | —       | UCR     |            |
| Gastón Arnoldo Arias          | 10 de diciembre de 2011 - 10 de diciembre de 2015 |         | PJ      |         | FPV     | 2011       |
| Oscar Daniel Cappelletti      | 10 de diciembre de 2015 - 10 de diciembre de 2019 |         | UCR     |         | CBA     | 2015       |
| Oscar Daniel Cappelletti      | 10 de diciembre de 2019 - 10 de diciembre de 2023 |         | UCR     | JxC     | 2019    |            |
| Fernando Raitelli             | 10 de diciembre de 2023 - En el cargo             |         | PJ      |         | UP      | 2023       |

1. ↑  Renuncia para asumir como diputado nacional.
2. ↑  Renuncia para asumir como diputado provincial.
3. ↑  Fallece en el cargo.
4. ↑  Asume como interina.

### Concejo Deliberante de Brandsen
Actualmente el Concejo Deliberante de Brandsen está conformado por 14 concejales.
| Bloques              | Integrantes |
| -------------------- | ----------- |
| Juntos por el Cambio | 7           |
| Frente de Todos      | 6           |
| La Libertad Avanza   | 1           |

### Consejo Escolar de Brandsen
El Consejo Escolar está conformado de la siguiente manera:
| Bloques              | Integrantes |
| -------------------- | ----------- |
| Juntos por el Cambio | 3           |
| Frente de Todos (PJ) | 2           |
| Igualar Argentina    | 1           |

## Religión
La patrona del Partido de Brandsen es Santa Rita de Casia, la cual tiene su festividad cada 22 de mayo.

### Parroquias de la Iglesia católica
| Diócesis       | Diócesis de Chascomús                                    |
| -------------- | -------------------------------------------------------- |
| Parroquia      | Santa Rita de Cascia                                     |
| Parroquia      | Santa Teresita (Barrio Las Mandarinas)                   |
| Capilla        | Nuestra Señora de la Medalla Milagrosa (Barrio La Dolly) |
| Oratorio       | San Francisco de Asís (Barrio Independencia-La Parada)   |
| Capilla        | Nuestra Señora de Lujan (Gómez)                          |
| Capilla        | Inmaculada Concepción de María (Oliden)                  |
| Capilla        | Nuestra Señora de Luján (Samborombón-La Posada)          |
| Cuasiparroquia | San José Obrero (Jeppener)                               |
| Capilla        | Sagrado Corazón de Jesús (Altamirano)                    |

## Personalidades
- Juan Martín Coggi "Látigo", exboxeador, tricampeón del mundo de la Asociación Mundial de Boxeo (AMB).
- Sebastián Saja "Chino", director técnico, exfutbolista.
- Tamara Castro (fallecida), cantante folclórica.
- Viviana Saccone, actriz.
- Jorge Gibson Brown (fallecido), futbolista y jugador de críquet argentino.
- Andrés Cepeda (fallecido), poeta.
- Francisco Alcuaz "Pancho" (fallecido), automovilista.
- Carolina Amoroso, periodista.
- Guillermo Favale, periodista.

## Personalidades recurrentes
- Luis Sáenz Peña (propietario de la estancia "San Luis Beltrán").
- Roque Sáenz Peña (hijo del anterior. Heredó la estancia a su muerte).
- Carlos Saavedra Lamas (yerno del anterior. Administró la estancia a su muerte).

## Industria
- Brandsen cuenta con un parque industrial donde se encuentra la curtiembre "Toredo", perteneciente al grupo austríaco Boxmark; la fábrica de baterías "Jaos" y otros establecimientos menores.
- En Jeppener, la multinacional de origen francés PSA Peugeot-Citroën posee una fábrica de motores que abastece a la de El Palomar y al Mercosur. Anteriormente pertenecía a Citroën Argentina donde se fabricaron los míticos Citroën 2CV y 3CV.
- Dentro del partido también se encuentran radicadas diversas pymes de distintos ramos, como la firma Dixilina, de capitales nacionales y dedicada a la fabricación de thinners y diluyentes para pinturas, y Taxonera, también de capitales nacionales, dedicada a la producción de materias primas para repostería.

## Turismo rural
- Campo Brandsen, en el "km 38,500" de la RP 215, a 8 km de Brandsen. En 21 ha cuenta con juegos infantiles, cuidado de niños, canchas de fútbol, volley, bochas, sapo, tejo. Corrales, caballos, plaza para chicos, hospedaje, shows en vivo, artesanías, almacén de campo, excursiones.
- Estancia Monte Viejo
- Finca María Cristina
- Hotel Estancia El Chañar
- La Josefina: Campamentos Estudiantiles ( Obligado)
- La Posta de Tavo: cabañas, actividades recreativas, eventos.

## Distancias lineales
- 69 km al sudsudeste del kilómetro 0 de la ciudad de Buenos Aires
- 40 km al Sudoeste de La Plata

|          | Norte: La Plata San Vicente |                 |
| Oeste: - |                             | Este: Magdalena |
|          | Sur: Chascomus Gral. Paz    |                 |

## Población
| Población Total | 4.281 | 5.184   | 6.768   | 8.014   | 10.963  | 12.568  | 15.361  | 18.424  | 22.515  | 26.367  | 32.448 |
| Variación       | -     | +21,09% | +30,55% | +18,41% | +36,79% | +14,64% | +22,22% | +19,94% | +22,20% | +17,04% | +23,1% |

| Brandsen   | 12.957 | 16.732 | 19.877 |
| Jeppener   | 1.691  | 2.142  | 2.496  |
| Altamirano | 268    | 258    | 215    |
| Gomez      | 211    | 335    | 362    |
| La Posada  | PRD    | 198    |        |
| Oliden     | 123    | 152    | 183    |

## Sismicidad
La región responde a las subfallas «del río Paraná», y «del río de la Plata», y a la falla de «Punta del Este», con sismicidad baja; y su última expresión se produjo el 5 de junio de 1888 (136 años), a las 3.20 UTC-3, con una magnitud aproximadamente de 4,5 en la escala de Richter (terremoto del Río de la Plata de 1888).
La Defensa Civil municipal debe advertir sobre escuchar y obedecer acerca de
Área de:
- Tormentas severas, poco periódicas, con Alerta Meteorológico
- Baja sismicidad, con silencio sísmico de 136 años

## Clima[citarequerida]
| Climograma de Partido de Brandsen | Climograma de Partido de Brandsen | Climograma de Partido de Brandsen | Climograma de Partido de Brandsen | Climograma de Partido de Brandsen | Climograma de Partido de Brandsen | Climograma de Partido de Brandsen | Climograma de Partido de Brandsen | Climograma de Partido de Brandsen | Climograma de Partido de Brandsen | Climograma de Partido de Brandsen | Climograma de Partido de Brandsen |
| --- | --------------------------------- | --------------------------------- | --------------------------------- | --------------------------------- | --------------------------------- | --------------------------------- | --------------------------------- | --------------------------------- | --------------------------------- | --------------------------------- | --------------------------------- |
| E | F                                 | M                                 | A                                 | M                                 | J                                 | J                                 | A                                 | S                                 | O                                 | N                                 | D                                 |
| 155 32 16 | 194 29 16                         | 130 25 15                         | 130 20 10                         | 104 14 7                          | 32 10 2                           | 99 11 4                           | 102 12 3                          | 140 19 6                          | 167 23 10                         | 151 27 11                         | 123 31 14                         |
| temperaturas en °C • totales de precipitación en mm |                                   |                                   |                                   |                                   |                                   |                                   |                                   |                                   |                                   |                                   |                                   |
| Conversión sistema imperial\| E \| F \| M \| A \| M \| J \| J \| A \| S \| O \| N \| D \| \| 6.1 90 61 \| 7.6 84 61 \| 5.1 77 59 \| 5.1 68 50 \| 4.1 57 45 \| 1.3 50 36 \| 3.9 52 39 \| 4 54 37 \| 5.5 66 43 \| 6.6 73 50 \| 5.9 81 52 \| 4.8 88 57 \| \| temperaturas en °F • totales de precipitación en pulgadas \| \| \| \| \| \| \| \| \| \| \| \| |                                   |                                   |                                   |                                   |                                   |                                   |                                   |                                   |                                   |                                   |                                   |
| E | F                                 | M                                 | A                                 | M                                 | J                                 | J                                 | A                                 | S                                 | O                                 | N                                 | D                                 |
| 6.1 90 61 | 7.6 84 61                         | 5.1 77 59                         | 5.1 68 50                         | 4.1 57 45                         | 1.3 50 36                         | 3.9 52 39                         | 4 54 37                           | 5.5 66 43                         | 6.6 73 50                         | 5.9 81 52                         | 4.8 88 57                         |
| temperaturas en °F • totales de precipitación en pulgadas |                                   |                                   |                                   |                                   |                                   |                                   |                                   |                                   |                                   |                                   |                                   |

| E                                                         | F         | M         | A         | M         | J         | J         | A       | S         | O         | N         | D         |
| 6.1 90 61                                                 | 7.6 84 61 | 5.1 77 59 | 5.1 68 50 | 4.1 57 45 | 1.3 50 36 | 3.9 52 39 | 4 54 37 | 5.5 66 43 | 6.6 73 50 | 5.9 81 52 | 4.8 88 57 |
| temperaturas en °F • totales de precipitación en pulgadas |           |           |           |           |           |           |         |           |           |           |           |

## Transporte
- Trenes

| Servicios                  | Brandsen | Jeppener | Altamirano |
| -------------------------- | -------- | -------- | ---------- |
| Constitución-Mar del Plata | si       | no       | no         |
| A.Korn-Chascomus           | si       | si       | si         |

- Ómnibus:

| Línea   | Empresa Operadora                      | Desde/Hacia                                             |
| ------- | -------------------------------------- | ------------------------------------------------------- |
| 51      | Empresa San Vicente S.A.T.             | Constitución-Brandsen                                   |
| 225     | Nueve de Julio S.A.T.                  | La Plata-Gomez/Haras del Sur                            |
| 290     | Union Platense S.R.L.                  | La Plata-Gomez-Brandsen-Monte-Las Flores                |
| 307     | Empresa Línea Siete                    | La Plata-Oliden                                         |
| 340     | Union Platense S.R.L.                  | La Plata-Gomez-Brandsen-Jeppener-Ranchos-Gral. Belgrano |
| 388     | Empresa San Vicente S.A.T.             | Brandsen-A.Korn                                         |
| 500     | Empresa Santa Rita S.R.L.              | Brandsen-Jeppener-Altmirano/Gomez                       |
|         | Condor-Estrella/Jetmar (Grupo Plusmar) | La Plata-Brandsen-Bahía Blanca                          |
| Charter | Brandsen Bus                           | Brandsen-Los Bosquecitos-Gomez/Obelisco                 |